# 臺灣表妹
臺灣表妹，本名李喬昕，來自台灣宜蘭，是一位活躍於中國抖音的網紅，以其親中言論而聞名。她因在新冠肺炎疫情期間頻繁讚美中國的防疫措施而受到關注，並於2021年以「此生不悔入華夏」的言論爆紅。

## 經歷
台灣表妹曾以演員身分參與過一些中國的節目，例如《非誠勿擾》和《掌上蜀SHOW》，並在節目中承認自己是演員。
2022年3月13日，台灣表妹在影片中表示，由於家中發生急事，她需於14日返回台灣，並未透露具體細節。她在影片中提到，因自己的立場，擔心會在入境時被台灣海關詢問，此言論引發廣泛關注。
2022年5月11日，台灣表妹受邀參加了在杭州舉辦的第五屆海峽兩岸青年發展論壇，並分享了她在中國大陸的經歷。
2022年8月4日七夕，台灣表妹發布了一段影片，展示她收到粉絲贈送的蛋糕。該蛋糕上印有2022年環台軍事演練的地圖，並在影片中將代表台灣部分的區域食用。她表示：「這就只是開始，真是我收到的最硬核的七夕禮物。」
2024年12月6日，臺灣網紅八炯與陳柏源合作發布了一部揭露中共統戰手法的影片，指控中華人民共和國政府與中國共產黨透過利誘、收買等方式，讓特定臺灣網紅宣揚親共立場，對臺灣人進行統戰。八炯在Threads表示，「台灣表妹們，你們幾坨人都要撐住！！小粉紅開始不信任舔共台灣人了，等你人平安回來，我再爆！」。

## 外部連結
- 台灣表妹的抖音帳號